# Coccophagoides utilis
Coccophagoides utilis är en stekelart som beskrevs av Doutt 1966. Coccophagoides utilis ingår i släktet Coccophagoides och familjen växtlussteklar.
Artens utbredningsområde är:
- Grekland.
- Pakistan.

Inga underarter finns listade i Catalogue of Life.